# Frazier Island
Frazier Island är en ö i Kanada.   Den ligger i territoriet Nunavut, i den östra delen av landet, 1 400 km norr om huvudstaden Ottawa. Arean är 21,6 kvadratkilometer.
Terrängen på Frazier Island är platt. Öns högsta punkt är 80 meter över havet. Den sträcker sig 6,6 kilometer i nord-sydlig riktning, och 13,8 kilometer i öst-västlig riktning.